# Geoffrey Miles Clifford
Geoffrey Miles Clifford (Reino Unido, 1897-Londres, Reino Unido, 21 de febrero de 1986) fue un militar, administrador colonial y funcionario civil británico, que se desempeñó como gobernador del territorio británico de ultramar de las Islas Malvinas y Dependencias, en litigio con Argentina, entre 1946 y 1954.

## Biografía

### Primeros años y servicio militar
Nació en 1897 y después de recibir educación privada, cumplió el servicio militar en Francia y Flandes durante la Primera Guerra Mundial. Inicialmente en 1914 sirvió en el Cuerpo de Metralradoras en el Frente Occidental. Después de recuperarse de lesiones graves, se unió a los Royal Marines y permaneció en Alemania como parte del ejército de ocupación hasta 1920.

### Servicio Colonial
Ingresó al servicio colonial en 1921, siendo nombrado para el servicio de administración en Nigeria, donde fue nombrado Subsecretario Principal en 1938. En los primeros años de la Segunda Guerra Mundial, comandó la Fuerza de Defensa Europea Nigeriana, trabajado con las fuerzas francesas libres en el norte de África, y de 1942 a 1944 sirvió como Secretario Colonial en Gibraltar. En 1944 volvió a Nigeria como residente mayor, y en 1945 fue presidente de la Comisión de Salarios en Chipre, y adjunto del Colonial Office.

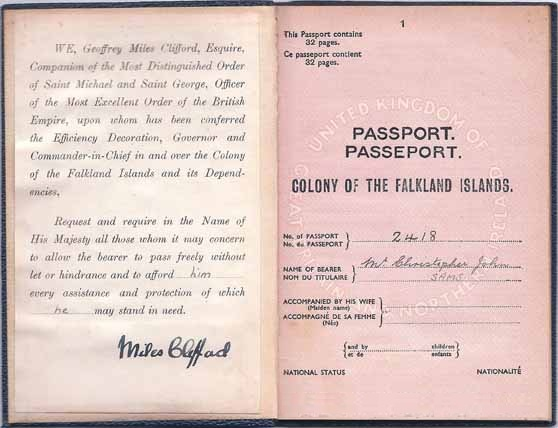
Interior de un pasaporte para la colonia de Malvinas de 1947 con una nota y firma del gobernador Clifford.

De 1946 a 1954 sirvió como gobernador en las islas Malvinas. Allí, en 1946, tenía un salario de 1.500 libras esterlinas, con un complemento de 350 anuales. En el verano austral de 1947-1948, a bordo del HMS Snipe visitó las islas Georgias del Sur, Orcadas del Sur y Shetland del Sur, además de la Península Antártica. Durante su mandato como gobernador, en 1948 el rey Jorge VI permitió a los isleños elegir por primera vez cuatro de los nueve miembros del Consejo Legislativo de las islas, celebrándose las primeras elecciones en 1949.
En julio de 1949, el periódico estadounidense Chicago Tribune publicó un artículo sobre Clifford, quien se encontraba en Canadá. Allí declaraba que no quería regresar a las islas, al no tener buenas relaciones con los isleños nativos, quienes intentaron realizar una protesta en su contra. Incluso manifestó que a ellos tampoco les agradaba su esposa. Un malvinense citado en el artículo lo calificaba de «arrogante y dictatorial». La población, que se definía como «100 % británica» y que se pronunciaba contra Argentina, alegaba «discriminación» por parte del gobernador. También había quejas por el aumento del elevado costo del nivel de vida, despilfarro de los fondos públicos, e ineficiencia de los oficiales británicos con grandes salarios. Además manifestaban que los medios de comunicación existentes (una estación de radio y un periódico), estaban bajo control del gobierno colonial, omitiendo los anuncios de las protestas contra Clifford.

### Años posteriores
Luego se retiró del servicio colonial, dedicándose a la administración civil en el Reino Unido. Fue elegido como miembro del Consejo del Condado de Londres como parte del Partido Conservador y la circunscripción de St. Marylebone, desempeñándose entre 1955 y 1958. También formó parte de muchas organizaciones de beneficencia en el Reino Unido. Fue gobernador vitalicio del Imperial Cancer Research Fund, administrador del East Grinstead Research Trust, miembro del comité de gestión del Instituto de Ciencias Médicas Básicas y vicepresidente de la Royal Geographical Society entre 1956 y 1962.
Posteriormente fue tesorero honorario de la Sociedad de Educación para la Salud y miembro del Grupo de Trabajo de Porritt sobre Ayuda Médica a los Países en Desarrollo. Además, fue presidente del comité de planificación del grupo de hospitales de postgrado de Chelsea y vicepresidente del comité de apelación del Royal College of Surgeons. Formó parte del Comité Nacional Británico de Investigación Antártica, el Fondo de Investigación de Salud Mental y el Consejo de Investigación de la Catedral de Saint Paul, y Presidente del Grupo de United Nigeria y de Nigerian Electricity Supply Co. Ltd.

### Distinciones
Fue nombrado como compañero de la Orden de San Miguel y San Jorge en 1944 y como caballero comendador de la Orden del Imperio Británico en 1949. Francia lo condecoró con la Medalla de la Resistencia (Médaille de la Résistance Française avec Rosette).
El glaciar Clifford en la península Antártica y el pico Clifford en la isla Anvers del archipiélago Palmer, llevan su nombre.

### Vida personal
En cuanto a su vida personal, se casó dos veces, primero con Ivy Dorothy Eland en 1920, y luego con Mary Turner.